# ميخائيل جرونوالد
ميخائيل جرونوالد (بالإنجليزية: Michael Grunwald)‏ هو صحفي وكاتب أمريكي، ولد في 16 أغسطس 1970.